# Vansalong
Vansalong Phiathep (ur. 12 września 1990) – laotański zapaśnik walczący w obu stylach.
Brązowy medalista igrzysk Azji Południowo-Wschodniej w 2009 i 2023 roku.